# Lean On
"Lean On"은 미국의 일렉트로 밴드 메이저 레이저의 노래로, 2015년 발매된 세 번째 정규 음반 Peace Is the Mission의 수록곡이다. 프랑스의 프로듀서 DJ 스네이크와 덴마크의 가수 MØ가 피처링 하였다.

## 같이 보기
- 유튜브 최다 조회수 영상 목록